# The Pinnacles (Dorset)
Die The Pinnacles sind zwei Felsnadeln, Brandungspfeiler, auf der Halbinsel Isle of Purbeck an der Küste der Grafschaft Dorset, der Südküste von England.

## Lage

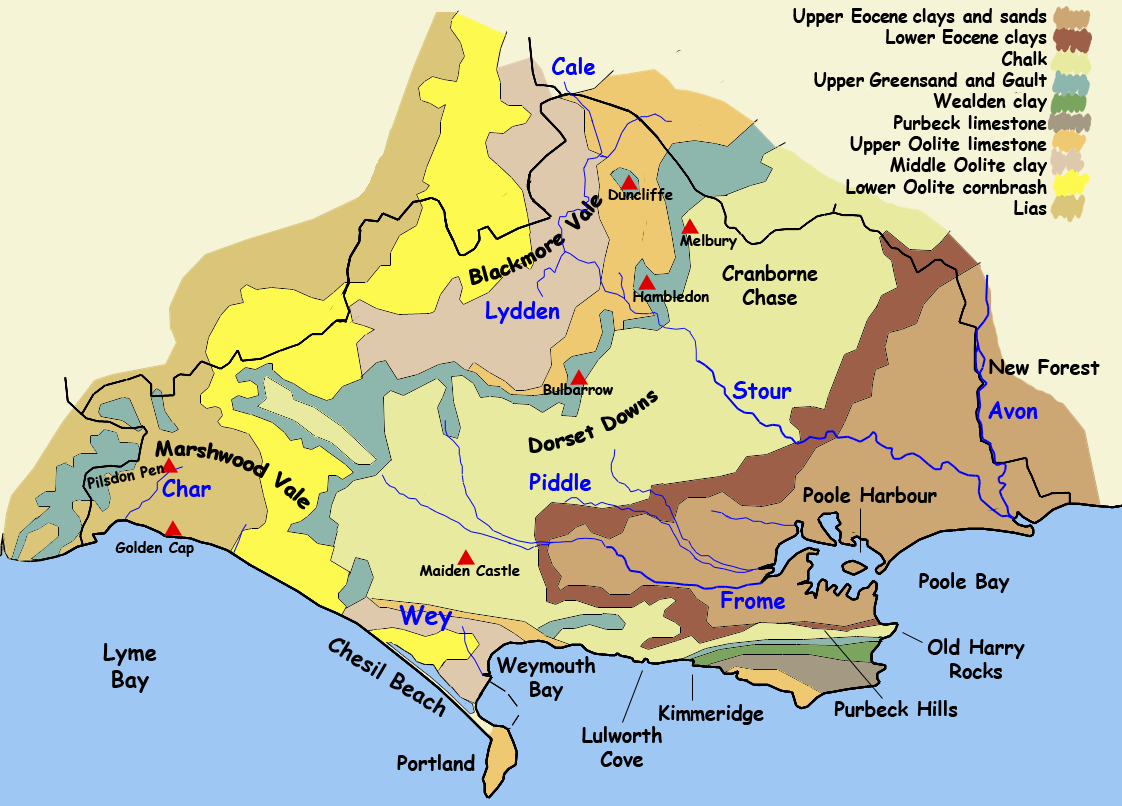
Lage nahe den Old Harry Rocks

Die Kreidesäulen, The Pinnacles, stehen unterhalb der Ballard Point Klippen, zwischen Studland Bucht und Swanage Bucht. The Pinnacles befinden sich 2 Kilometer direkt östlich von Studland, sie stehen ein paar hundert Meter südlich von Handfast Point und des Old Harry Rocks und etwa fünf Kilometer nordöstlich von Swanage.

## Beschaffenheit
Das Meer hat einst, durch Brandungserosion, ein großes Loch in den Felsen geschwemmt. Die entstandene Kaverne, namens Parson’s Barn, wurde als Schmugglerversteck benützt. Ein Großteil ist seitdem eingestürzt und wurde vom Meer erodiert, nur einige Felsnadeln blieben stehen.
Die Küste und Klippen entlang Ost Devon und Dorset am Ärmelkanal gehören zu den Naturwundern der Welt. Von Orcombe Point bei Exmouth bis zu den Old Harry Rocks bei Studland Bay, erstreckt sich ein 155 Kilometer langer Küstenstreifen, der als erste Naturlandschaft in England zum UNESCO-Welterbe erklärt wurde. Die Reste der Höhle Parson’s Barn und die Felsnadeln The Pinnacles sind Teil der sogenannten Jurassic Coast.